# Bombdådet i Sankt Petersburgs tunnelbana 2017
Bombdådet i Sankt Petersburgs tunnelbana var ett terrorattentat som genomfördes av en självmordsbombare ombord på ett tunnelbanetåg mellan stationerna Sennaja Plosjtjad och Tekhnologitjeskij institut i Sankt Petersburgs tunnelbana den 3 april 2017. Upp till 14 människor dödades och knappt 50 ska ha skadats, enligt information från ryska myndigheter. Ytterligare en sprängladdning, maskerad som en brandsläckare, hittades på tunnelbanestationen Plosjtjad Vosstanija, men oskadliggjordes.

## Händelseförloppet
En splitterbomb detonerade klockan 13.40 svensk tid på en av de mellersta vagnarna på ett tunnelbanetåg mellan stationerna Sennaja Plosjtjad och Tekhnologitjeskij institut i centrala Sankt Petersburg. Bomben ska ha varit placerad i en portfölj ombord på tåget. När föraren hörde smällen valde han inte att stanna direkt, utan fortsatte i stället till stationen Tekhnologitjeskij institut, något som anses ha underlättat räddningsinsatsen och förhindrat ytterligare dödsoffer. 
Kort därefter hittades och desarmerades ännu en sprängladdning, maskerad som en brandsläckare, på tunnelbanestationen Plosjtjad Vosstanija. Denna rapporterades innehålla ett kilo av sprängmedlet trotyl, och ska ha varit flera gånger mer kraftfull än den första. Hela tunnelbanan stängdes under eftermiddagen av, och även området kring de två drabbade stationerna spärrades av helt av polis.

## Efterspel
Rysslands premiärminister Dmitrij Medvedev kallade på måndagen attacken för "en terrorhandling". Även Rysslands president Vladimir Putin, som befann sig i Sankt Petersburg för ett möte med Belarus president Aleksandr Lukasjenko när dådet inträffade, gick snabbt ut och sade att det inte går att utesluta att det rör sig om ett terrordåd. Senare samma dag lämnade Putin blommor utanför stationen Sennaja Plosjtjad för att hedra offren för attentatet. Den ryska åklagarmyndigheten inledde också en utredning om terrorbrott.